# Isabelle Adriani
Isabelle Adriani, pseudonimo di Federica Federici (Umbertide, 22 giugno 1972), è un'attrice italiana.

## Biografia
Figlia di due neuropsichiatri, è stata indirizzata sin dall'infanzia allo studio delle arti performative, seguendo corsi di canto, danza e recitazione. Si è laureata in Storia presso l'Università degli Studi di Perugia con una tesi sulla fiaba; in seguito ha coltivato l'interesse verso questo genere letterario pubblicando diversi libri di fiabe e alcuni saggi sull’origine storica dei personaggi, fra i quali "The DNA of Fairy-Tales" e "La vera storia di Cenerentola", con la prefazione di Valerio Massimo Manfredi, e aprendo una scuola di recitazione cinematografica orientata alle fiabe.

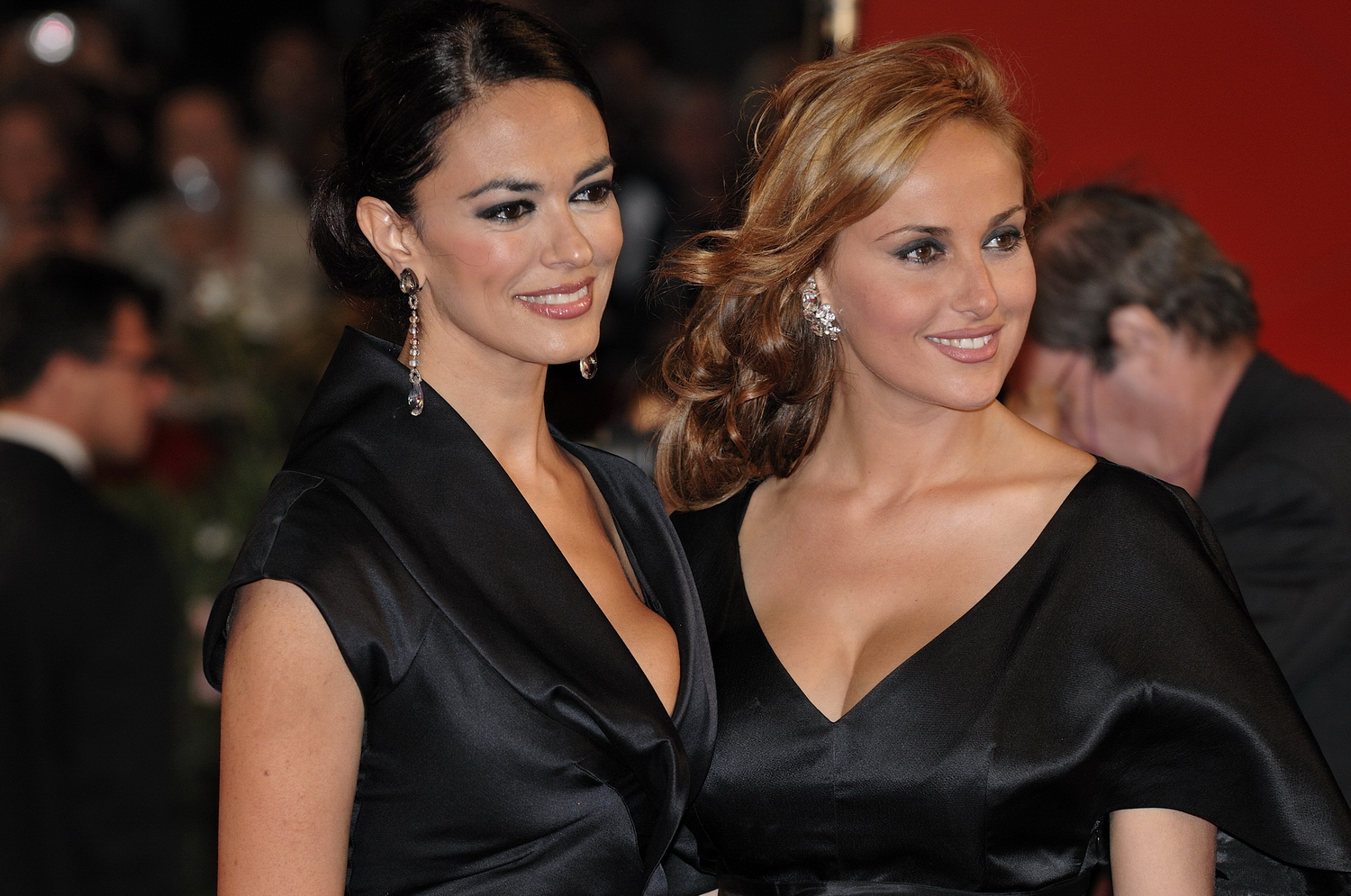
Isabelle Adriani (a destra) con Maria Grazia Cucinotta alla 66ª Mostra internazionale d'arte cinematografica di Venezia (2009)

Al cinema ha esordito nel 2009 e ha sino al 2012 ha interpretato alcune parti in commedie dirette tra gli altri da Carlo Vanzina (Un'estate ai Caraibi), Federico Moccia (Amore 14), Paolo Genovese (Immaturi) Fausto Brizzi (Maschi contro femmine), Gennaro Nunziante (Che bella giornata), ma anche in produzioni drammatiche come Il cuore grande delle ragazze e Una sconfinata giovinezza di Pupi Avati, La prima cosa bella di Paolo Virzì, e Venuto al mondo di Sergio Castellitto. Nel 2010 ha anche interpretato una parte secondaria del cast italiano di The American di Anton Corbijn. Negli stessi anni ha preso parte a diverse serie televisive italiane prodotte da Mediaset e Rai Fiction. Dopo il 2012 ha diradato l'attività di attrice, limitandosi ad alcune esperienze all'estero, diretta da Alan White e Cyrus Nowrasteh.  Ha recitato anche nell'adattamento teatrale del romanzo di Valerio Massimo Manfredi Il mio nome è Nessuno - Il giuramento.
Ha scritto, diretto e co-prodotto (insieme a suo marito Vittorio Palazzi Trivelli) i documentari Open Quantum Relativity, sulla macchina del tempo, eThe Secrets of Wadi Rum, su antiche iscrizioni ritrovate nel deserto della Giordania, e il docufilm Magic Dreams. Nel 2023 ha scritto, diretto e interpretato il film Il Giardino delle fate, nel 2025 ha scritto e diretto Il Graal e gli dei dell'olimpo.
Esperta di fischio d'opera, ha collaborato come fischiatrice per Baarìa, di Giuseppe Tornatore e ha pubblicato tre album musicali, intitolati "Tribute", "Once Upon a Time is Today" e "To Movies with Love", in cui interpreta cantando e fischiando celebri colonne sonore.
È stata inoltre doppiatrice per le edizioni in italiano di alcune produzioni animate Disney, come L'era glaciale 4 - Continenti alla deriva, Trilly, Alvin Superstar, e per un episodio del cartoon-able Lampadino e Caramella nel MagiRegno degli Zampa per Rai Yoyo. Per Rai Radio Kids è stata autrice e voce narrante de "Le fiabe della Buonanotte" e "Le fiabe dal mondo". 

## Filmografia

### Cinema
- Un'estate ai Caraibi, regia di Carlo Vanzina (2009)
- Amore 14, regia di Federico Moccia (2009)
- Immaturi, regia di Paolo Genovese (2010)
- Maschi contro femmine, regia di Fausto Brizzi (2010)
- C'è chi dice no, regia di Giambattista Avellino (2010)
- Tutto l'amore del mondo, regia di Riccardo Grandi (2010)
- Una sconfinata giovinezza, regia di Pupi Avati (2010)
- The American, regia di Anton Corbijn (2010)
- La prima cosa bella, regia di Paolo Virzì (2010)
- Baciato dalla fortuna, regia di Paolo Costella (2011)
- Il cuore grande delle ragazze, regia di Pupi Avati (2011)
- Lezioni di cioccolato 2, regia di Alessio Maria Federici (2011)
- Matrimonio a Parigi, regia Claudio Risi (2011)
- Faccio un salto all'Avana, regia di Dario Baldi (2011)
- Che bella giornata, regia di Gennaro Nunziante (2011)
- Viva l'Italia, regia di Massimiliano Bruno (2012)
- Ci vediamo a casa, regia di Maurizio Ponzi (2012)
- Il tempo delle mimose, regia di Marco Bracco (2012)
- Venuto al mondo, regia di Sergio Castellitto (2012)
- Reclaim, regia di Alan White (2014)
- The Young Messiah, regia di Cyrus Nowrasteh (2016)
- Infidel, regia di Cyrus Nowrasteh (2020)

### Televisione
- Distretto di Polizia 9, regia di Alberto Ferrari - serie TV, 10 episodi (2009)
- Ho sposato uno sbirro 2, regia di Giorgio Capitani - serie TV (2009)
- Capri 3, regia di Francesca Marra e Dario Acocella - serie TV (2010)
- Tiberio Mitri - Il campione e la miss, regia di Angelo Longoni (2011)
- Il commissario Manara 2, regia di Luca Ribuoli - serie TV (2011)
- Il commissario Zagaria, regia di Antonello Grimaldi - serie TV (2011)
- Dove la trovi un'altra come me, regia di Giorgio Capitani (2011)
- Don Matteo 9, regia di S. Basile - serie TV (2011)
- L'isola, regia di Alberto Negrin - serie TV (2012)
- Virus, regia di Monica Gambino - film TV (2012)

## Doppiaggio
- Baarìa - Fischiatrice
- Alvin Superstar 3 - Si salvi chi può!, Alvin Superstar - Nessuno ci può fermare - Jeanette
- L'era glaciale 4 - Continenti alla deriva, L'era glaciale - In rotta di collisione - Pesca
- Trilli e la nave pirata - Zarina
- Lampadino e Caramella nel MagiRegno degli Zampa - Contessa Profumosa